# 蕾妮·库利
蕾妮·库利（Rainey Qualley，1989年3月11日—）是一位美国演员、歌手。其母是演員安迪·麥杜維，其妹是演員瑪格麗特·庫利，蕾妮本人的电影处女作则是《自大的范尔》（2012年）。蕾妮在音乐方面最为突出，所有作品皆以艺名“蕾恩斯福德”（Rainsford）发行。